# 2013년 타지키스탄 대통령 선거
2013년 11월 6일 타지키스탄에서 대통령 선거가 열렸다. 에모말리 라흐몬 대통령이 4선에 성공하였으며, 이리하여 28년 집권의 길을 텄다.

## 후보
에모말리 라흐몬 대통령이 선거에 출마했다. 라흐몬은 인민민주당 소속이다. 야권 후보로는 5명이 더 출마하였다.

## 선거 운동
당시 유력 야당 후보였던 이슬람부흥당 오이니홀 보보나자로바 후보가 당국의 저지로 등록에 실패했다. 그녀는 "후보 등록에 필요한 지지자 서명을 받으려 하자 선거관리위원회가 갑자기 절차를 까다롭게 해 10일이나 손해를 봤다"고 말했으며, 명백한 부정선거임을 규탄했다. 이자트 아몬 타지키스탄 청년연합대표도 "비록 패배가 거의 확실했지만 보보나자로바의 출마는 사람들에게 투표에 대한 기대감을 줬다"며 "이제 익살극이 된 선거에 참여할 일이 없어졌다"고 말했다.
라흐몬 후보는 별다른 선거 운동을 하지 않았다.

## 결과
사실상 라흐몬이 단독으로 출마한 상황이 되었고, 결국 라흐몬이 83.92%의 득표율로 4선에 성공했다. 이로써 라흐몬은 28년 집권의 길을 텄다.